# Aaron Stone
Az Aaron Stone egy amerikai televíziós sorozat, a Disney Channel-en.
Az egész világon elterjedt a Hero Raising játék. Gyerekek ezrei játszanak vele a világon, köztük Charlie is, akinek a játékban az avatarja Aaron Stone. A játék szerint Mr. Hole megalkotta a 7 legokosabb embert a Földön, akik továbbfejlesztették önmagukat, s létrehozták az Omega urait, akiknek céljuk, hogy uralják a világot. Egyszer megjelenik egy android, és elviszi Charlie-t Mr. Hole-hoz, aki közli vele, hogy a Hero Raising nem csak egy játék, hanem valóság, s csak azért hozta létre a játékot, hogy megtalálja az alkalmas embert, aki képes megállítani az Omega urait. Charlie élete attól fogva megváltozik. Ő lett Aaron Stone. 
Magyarországon 2014 februárjáig a 2. évadot nem adták le (nem szinkronizálták).

## Szereplők
| Színész          | Szerep                      | Szinkron           |
| ---------------- | --------------------------- | ------------------ |
| Kelly Blatz      | Charlie Landers/Aaron Stone | Markovics Tamás    |
| Tania Gunadi     | Emma Lau/Baljós Tamara      | Bogdányi Titanilla |
| David Lambert    | Jason Landers/Terminus Mag  | Szalay Csongor     |
| J.P. Manoux      | S.T.A.N.                    | Seszták Szabolcs   |
| Shauna Macdonald | Amanda Landers              |                    |
| Martin Roach     | T. Abner Hall               |                    |
| Percy Budnick    | Rob Ramsay                  | Scherer Péter      |
| Daniel DeSanto   | Harrison                    | Joó Gábor          |

## Epizódok

### 1. évad
| Sorszám | Hivatalos epizódcím            | Hivatalos premier  | Magyar cím                  | Hivatalos magyar premier |
| ------- | ------------------------------ | ------------------ | --------------------------- | ------------------------ |
| 1.      | Hero Rising (Part 1)           | 2009. február 13.  | Hős születik, első rész     |                          |
| 2.      | Hero Rising (Part 2)           | 2009. február 13.  | Hős születik, második rész  |                          |
| 3.      | First Strike                   | 2009. február 23.  | Első csapás                 |                          |
| 4.      | Time Out                       | 2009. március 2.   | Időtullépés                 |                          |
| 5.      | Rockin' The Free World         | 2009. március 9.   | Szabad világ                |                          |
| 6.      | From Hero to Xero              | 2009. március 16.  | A hőstől Xeroig             |                          |
| 7.      | Not So Friendly Skies (Part 1) | 2009. március 23.  | Nem barátságos egek 1. rész |                          |
| 8.      | Not So Friendly Skies (Part 2) | 2009. március 30.  | Nem barátságos egek 2. rész |                          |
| 9.      | In Hall We Trust               | 2009. április 13.  | A kastélyban bízunk         |                          |
| 10.     | My Two S.T.A.N.s               | 2009. április 20.  | Két Stan                    |                          |
| 11.     | Xero Control                   | 2009. június 22.   | Xero vezérlő                |                          |
| 12.     | Cloudy with a Chance of Ninjas | 2009. június 29.   | A Ninják esélyei            |                          |
| 13.     | Hunt Me? Hunt You!             | 2009. július 6.    | Vadászat                    |                          |
| 14.     | Beastland                      | 2009. július 13.   | Szörnyország                |                          |
| 15.     | Chuck or Charlie               | 2009. július 20.   | Chuck vagy Charlie          |                          |
| 16.     | Mind Games                     | 2009. július 27.   | Elmejátékok                 |                          |
| 17.     | My Stakeout with S.T.A.N.      | 2009. augusztus 3. | Megfigyelés Stannel         |                          |
| 18.     | Dreamcast                      | 2009. október 7.   | Álmatlanság                 |                          |
| 19.     | Stan by Me                     | 2009. november 4.  | Stan általam....            |                          |
| 20.     | Saturday Fight Fever           | 2009. november 18. | Szombat esti láz            |                          |
| 21.     | Game On                        | 2009. november 27. | Hős születik torna          |                          |

### 2. évad
| Sorszám | Hivatalos epizódcím        | Hivatalos premier | Magyar cím           | Hivatalos magyar premier |
| ------- | -------------------------- | ----------------- | -------------------- | ------------------------ |
| 1.      | Damage Control             | 2010. február 24. | Kárelhárítás         |                          |
| 2.      | In The Game of The Father  | 2010. február 24. | Az apa a játékban    |                          |
| 3.      | Gauntlet, But Not Forgotte | 2010. március 3.  | A páncélkesztyű      |                          |
| 4.      | Photography                | 2010. március 10. | Fotózás              |                          |
| 5.      | Face-Off                   | 2010. március 17. | Szemtől szembe       |                          |
| 6.      | My Own Private Superhero   | 2010. március 24. | Az én szuperhősöm    |                          |
| 7.      | Resident Weevil            | 2010. június 16.  | Rezidens Weevil      |                          |
| 8.      | Run Aaron, Run             | 2010. június 23.  | Fuss Aaron fuss      |                          |
| 9.      | Pack-Man                   | 2010. június 30.  | Pack-Man             |                          |
| 10.     | Tracker & Field            | 2010. július 7.   | Tracker és Field     |                          |
| 11.     | Metal Gear Liquid          | 2010. július 14.  |                      |                          |
| 12.     | Sparks                     | 2010. július 21.  |                      |                          |
| 13.     | Mutant Rain (Part 1)       | 2010. július 30.  | Mutáns vihar 1. rész |                          |
| 14.     | Mutant Rain (Part 2)       | 2010. július 30.  | Mutáns vihar 2. rész |                          |

## Fordítás
- Ez a szócikk részben vagy egészben  az   Aaron Stone című angol Wikipédia-szócikk fordításán alapul.  Az eredeti cikk szerkesztőit annak laptörténete sorolja fel. Ez a jelzés csupán a megfogalmazás eredetét és a szerzői jogokat jelzi, nem szolgál a cikkben szereplő információk forrásmegjelöléseként.